# Impatiens minor
Impatiens minor är en balsaminväxtart som först beskrevs av Dc., och fick sitt nu gällande namn av S.S.R. Bennet. Impatiens minor ingår i släktet balsaminer, och familjen balsaminväxter. Utöver nominatformen finns också underarten I. m. hirsuta.

## Bildgalleri

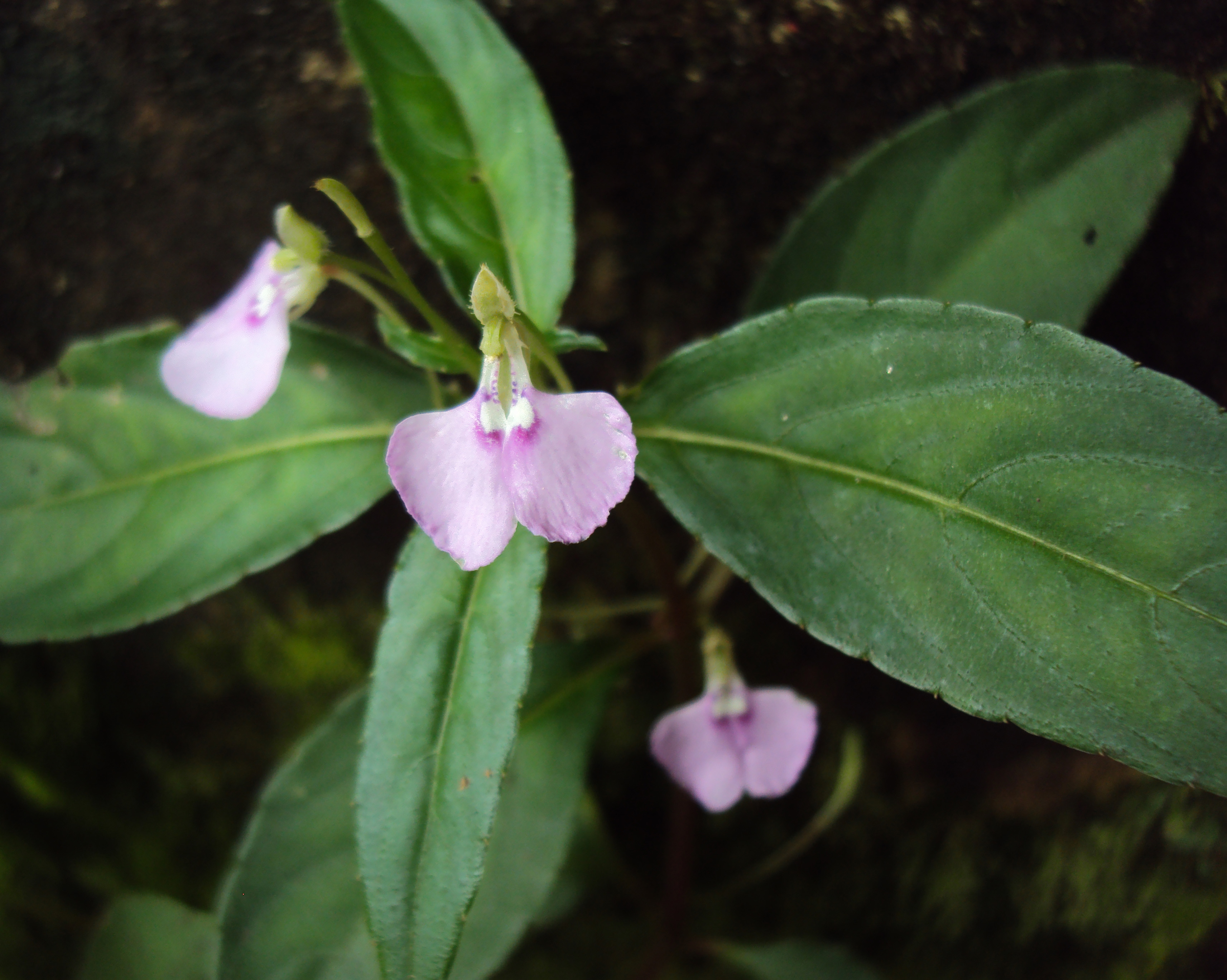
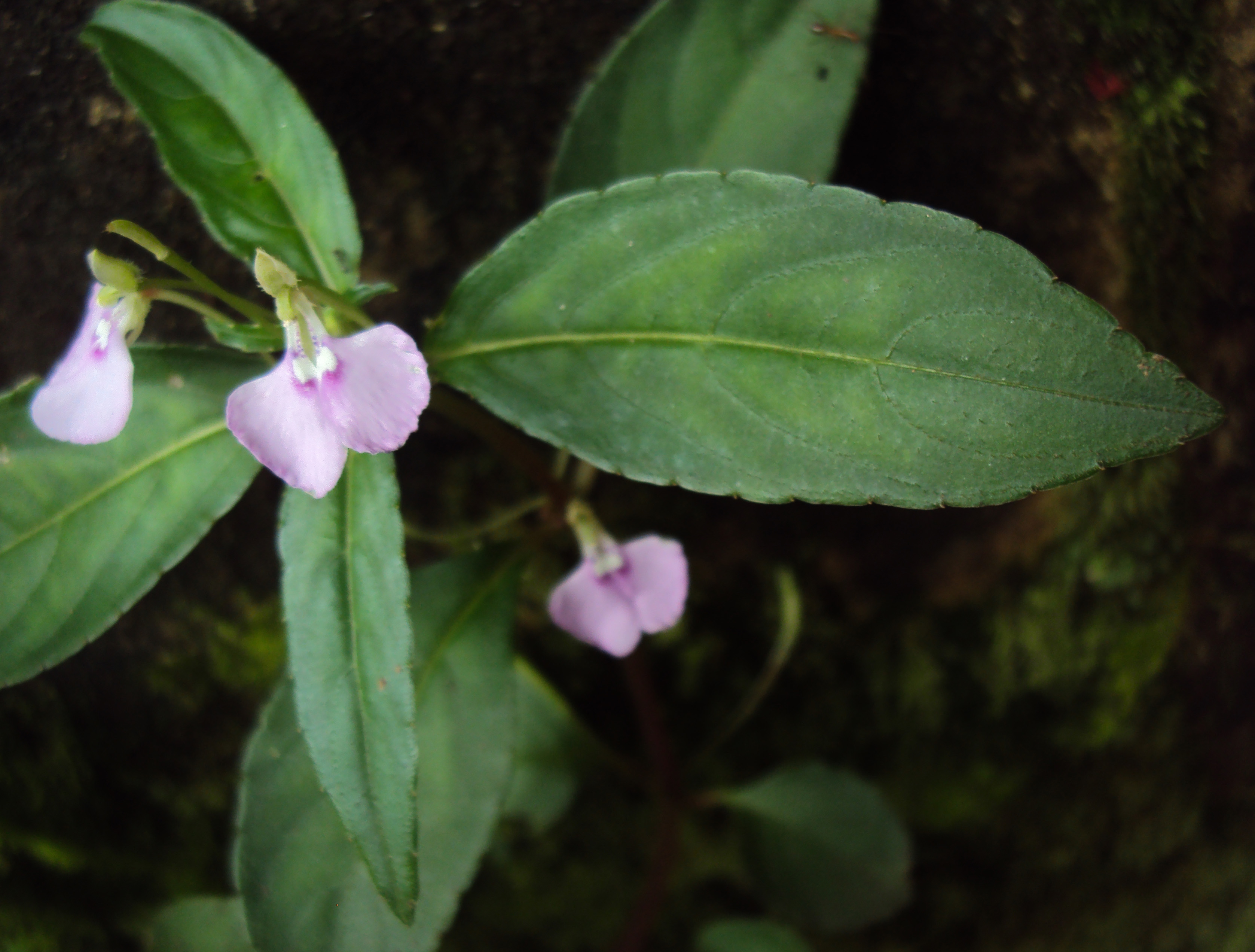
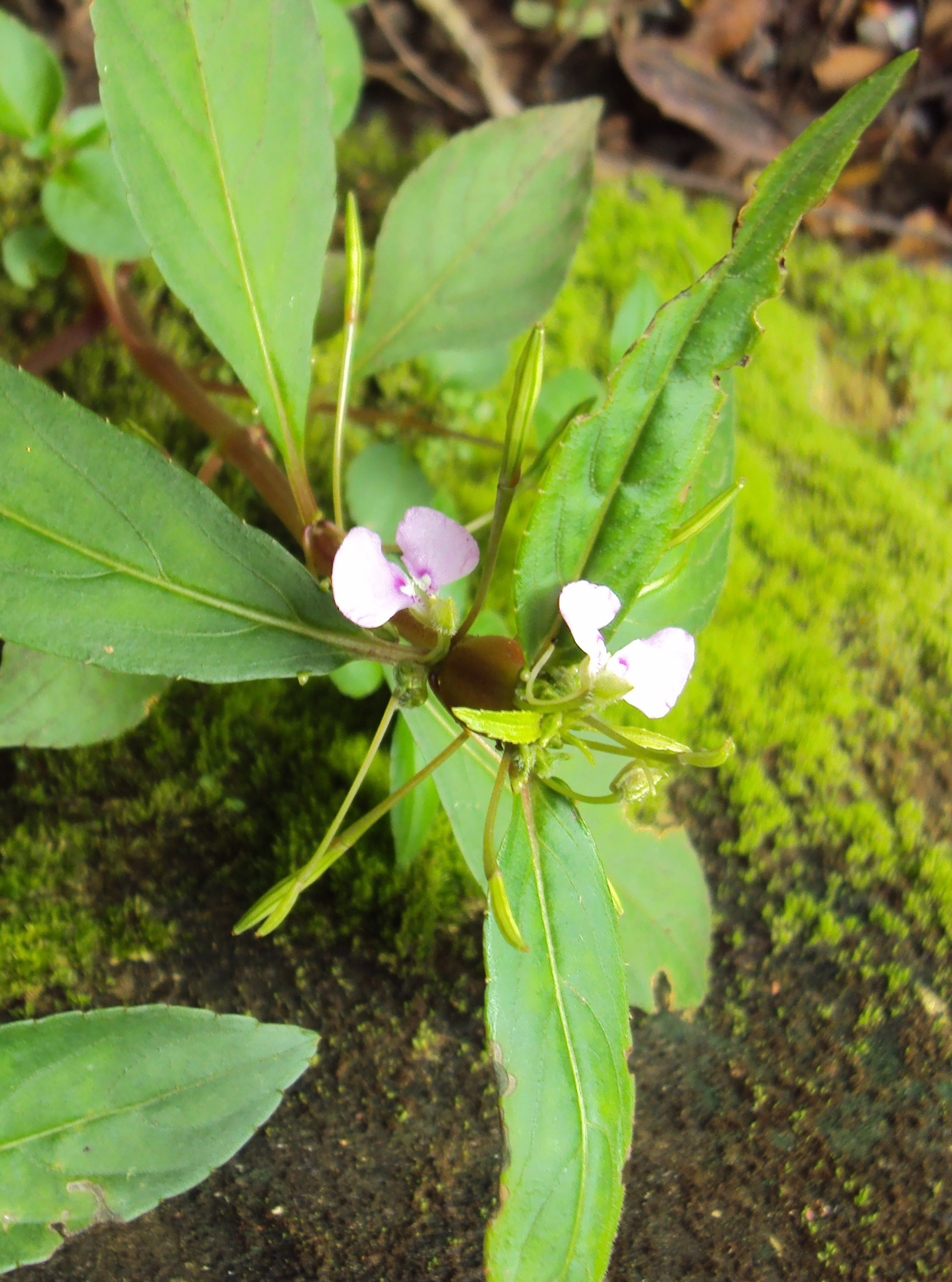
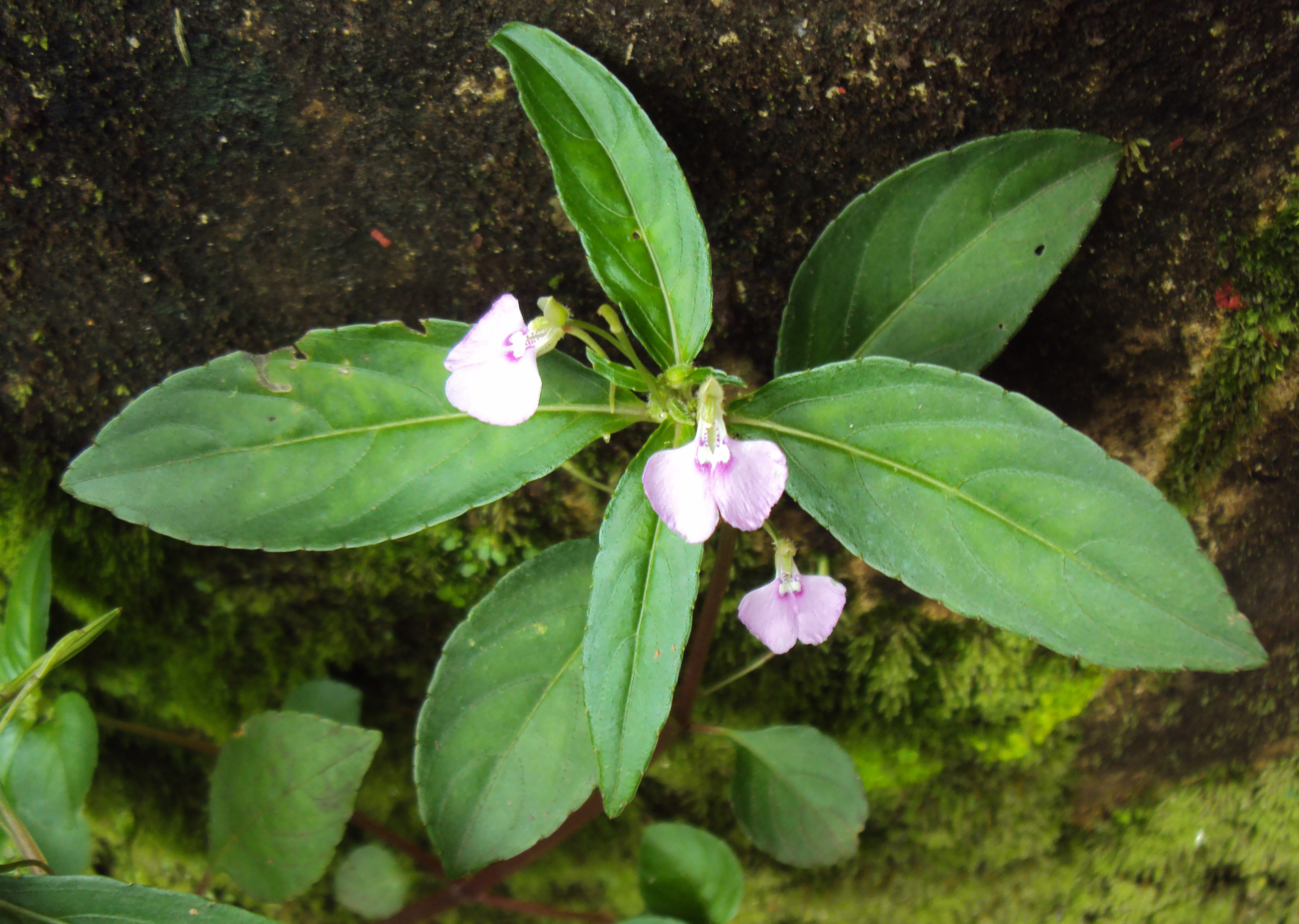